# Regine Seidler (Pädagogin)
Regine Seidler (geboren 7. August 1895 in Wien, Österreich-Ungarn; gestorben 27. Februar 1967 in Des Moines) war eine österreichische Pädagogin und Psychologin, die die Anwendung der Individualpsychologie  im Rahmen der Wiener Schulreform maßgeblich mitinitiierte.

## Leben
Regine Seidler war Hauptschullehrerin. Sie lernte Alfred Adler 1922 während einer Erziehungsberatung kennen. Sie hatte dort ein Sorgenkind aus ihrer Klasse angemeldet. Obschon anfänglich skeptisch, zählte sie zusammen mit Oskar Spiel und Ferdinand Birnbaum bald zu den aktiven Förderern der Individualpsychologie im Schulbereich. Sie war maßgeblich beim Ausbau des Netzes von Erziehungsberatungsstellen in Wien der Zwischenkriegszeit beteiligt und arbeitete dabei eng mit Lehrern und Eltern zusammen. Sie verfasste individualpsychologische Beiträge in Lehrerzeitschriften und war Mitglied der Arbeitsgemeinschaft der Lehrer und Erzieher. Im individualpsychologischen Verein hielt sie Vorträge und veranstaltete Kurse und war von 1926 bis 1932 Vorstandsmitglied, später stellvertretende Vorsitzende und Ehrenvorsitzende.
1939 emigrierte Seidler in die USA, wo sie an der Universitäten von Rochester und Syracuse studierte. Sie arbeitete als Erzieherin und Lehrerin in Rochester und Auburn. 1947 zog sie nach Des Moines, Iowa um als Psychologin an einer Erziehungsberatungsstelle zu arbeiten.

## Werk
Neben ihrer Arbeit als Lehrerin galt ihr Engagement dem Ausbau der Erziehungsberatungsstellen, einer der neuen Errungenschaften im Rahmen des Roten Wien und der Wiener Schulreform. Die erste der Beratungsstellen wurde 1920 errichtet, und als sie von der Dollfuss-Regierung 1934 aufgelöst wurden, waren es über dreißig. Anfänglich waren die freiwilligen Beratungsstellen für Lehrer, Fürsorger, Ärzte und Studenten gedacht, später wurden sie auch Eltern – mit und ohne Kinder – zugänglich gemacht.
Regine Seidler beschrieb die Arbeit in den damals neuartigen Erziehungsberatungsstellen wie folgt:

„Die individualpsychologischen Erziehungsberatungsstellen arbeiten – in den meisten Fällen – bei offenen Türen. Die Öffentlichkeit der Stellen ist oft angefochten worden. Unsere Erfahrungen beweisen aber, dass das Erscheinen eines Kindes vor einer größeren Versammlung, die Öffentlichkeit der Beratung auf das Kind fördernd wirkt. Sein sozialer Geist wird vielleicht mehr erweckt. Das Kind sieht sich Menschen gegenüber, die voller Anteilnahme sind, ohne herablassend zu sein. Es wird als gleichwertiger Mensch empfangen. Die Öffentlichkeit ist ein Mittel, das Gemeinschaftsgefühl im Kinde anzubahnen. Die Öffentlichkeit bedeutet für das Kind soviel, daß seine Sache keine private Angelegenheit ist, da sie auch fernstehende interessiert.“

## Schriften
- Regine Seidler, Die Entwicklung der individualpsychologischen Erziehungsberatungsstellen in Wien, Internationale Zeitschrift für Individualpsychologie, Wien 1935
- Regine Seidler, Alfred Adler als Erziehungsberater, Internationale Zeitschrift für Individualpsychologie, Wien 1937
- Regine Seidler, Behandlung von Erziehungsfehlern in der Schule. Die Quelle 1928